# Branden Dawson
Branden James Dawson (Gary, Indiana, 1 de febrero de 1993) es un exbaloncestista estadounidense. Con 1,98 metros (6 pies y 6 pulgadas) de estatura, jugaba en la posición de alero, pero también puede jugar de ala-pívot.

## Trayectoria deportiva

### Universidad
Dawson jugó cuatro temporadas de baloncesto universitario con los Spartans de la Universidad Estatal de Míchigan, en las que promedió 10,1 puntos, 6,9 rebotes, 1,4 asistencias, 1,3 robos y 1,1 tapones por partido. En 2015, Branden fue incluido en el segundo mejor quinteto de la Big Ten Conference y en el mejor quinteto defensivo de la misma conferencia después de promediar 11,9 puntos, 9,1 rebotes, 1,7 asistencias, 1,7 tapones y 1,2 robos en 35 partidos.

### Profesional
El 25 de junio de 2015, fue seleccionado en la posición número 56 del Draft de la NBA de 2015 por New Orleans Pelicans, pero sus derechos fueron traspasados a Los Angeles Clippers a cambio de consideraciones en efectivo. El 15 de julio de 2015, firmó su primer contrato como profesional con los Clippers.
El 8 de septiembre de 2016 fichó por los Orlando Magic, pero fue despedido el 16 de octubre tras disputar dos partidos de pretemporada.
En octubre de 2018 se consagró campeón del Torneo Superior de Baloncesto de Espaillat jugando para el San Sebastián. Dos meses después, el 19 de diciembre de 2018, firmó con los Soles de Mexicali de la Liga Nacional de Baloncesto Profesional de México, equipo con el que también actuó en la Liga de las Américas 2019.
El 4 de octubre del 2023 Branden Dawson reforzaba del club Rafael Barias en República Dominicana tuvo un atercado con un jugador del club san Lázaro donde se le impuso una multa de 50 mil pesos dominicanos unos US$950 dólares americanos

## Estadísticas

### Temporada regular
| Año     | Equipo        | PJ | PT | MPP | %TC  | %3P  | %TL   | RPP | APP | ROB | TPP | PPP |
| ------- | ------------- | -- | -- | --- | ---- | ---- | ----- | --- | --- | --- | --- | --- |
| 2015-16 | L.A. Clippers | 6  | 0  | 4.8 | .400 | .000 | 1.000 | .7  | .0  | .0  | .2  | .8  |
| Total   | Total         | 6  | 0  | 4.8 | .400 | .000 | 1.000 | .7  | .0  | .0  | .2  | .8  |